# Корурипи (футбольный клуб)
«Корури́пи» (порт.-браз. Associação Atlética Coruripe) — бразильский футбольный клуб представляющий одноимённый город из штата Алагоас. В 2020 году клуб выступал в Серии D Бразилии.

## История
Клуб основан 1 марта 2003 года, и практически с момента своего основания стал одним из сильнейших клубов штата Алагоас. Домашние матчи проводит на арене «Жерсон Амарал», вмещающей 7 000 зрителей. «Корурипи» дважды побеждал в чемпионате штата Алагоас, и трижды становился вице-чемпионом. На протяжении четырёх лет с 2004 по 2007 годы клуб выступал в Серии C Бразилии, лучшим результатом в которой стали для команды девятые места в сезонах 2005-го и 2007 годов. В 2011 году клуб дебютировал в Серии D чемпионата Бразилии.

## Достижения
- Чемпион Лиги Алагоано (3): 2006, 2007, 2014
- Вице-чемпион Лиги Алагояно (4): 2004, 2005, 2011, 2015
- Чемпион Второго дивизиона Лиги Алагоано (1): 2003